# Simojärvi
Simojärvi är en sjö i Finland. Den ligger i kommunen Ranua i landskapet Lappland, i den norra delen av landet, 700 km norr om huvudstaden Helsingfors. Simojärvi ligger 176,3 meter över havet. Den är 27 meter djup. Arean är 89,93 kvadratkilometer och strandlinjen är 239,115 kilometer lång. Sjön avvattnas av Simo älv (Simojoki).
Delar av Simojärvi ingår i området Simojärvi och Soppana, skyddat genom strandskyddsprogrammet, programmet för skydd av gamla skogar och Natura 2000. Simojärvis andel av Natura-området är 63,7 km². På området finns infrastruktur för friluftsliv, såsom stugor, lägereldsplatser och båtramper.
I övrigt finns följande vid Simojärvi:
- Hiisijärvi (en sjö)
- Olangonjärvi (en sjö)